# José Gonçalves (militar)
José Gonçalves CvA (São José (Lisboa), 16 de Dezembro de 1910 - Lisboa, 18 de Janeiro de 1986) foi um Oficial Superior da Marinha de Guerra Portuguesa.

## Biografia
Filho de Álvaro Augusto Gonçalves (comerciante) e de sua mulher Gertrudes da Conceição Gonçalves (doméstica). Casou a 8 de Dezembro de 1933, com Zulmira Menaia da Nóbrega Gonçalves, filha de Manuel Maria da Nóbrega, Primeiro-Sargento Músico da Armada Portuguesa e de Maria José Menaia da Nóbrega. Do casamento nasceram 2 filhos Álvaro Augusto da Nóbrega Gonçalves e António José da Nóbrega Gonçalves.

## Carreira Militar
Assentou praça na Armada Portuguesa em 29 de Junho de 1933, depois de frequentar o Curso de Enfermeiro foi promovido a posto de Cabo Enfermeiro em Ordem do dia do Corpo de Marinheiros da Armada.
Iniciou então uma carreira naval que o levou a Segundo-Sargento em 1940, Primeiro-Sargento em 1949, Sargento-Ajudante em 1955, Sub-Tenente em 1956, Segundo-Tenente em 1959, a Primeiro-Tenente em 1963, a Capitão-Tenente em 1970 e finalmente acedeu ao posto de Capitão-de-Fragata em 1973.
Nas suas funções navais, prestou serviço em múltiplas unidades militares entre outros NRP Tejo , NRP Almirante Schultz , Hospital da Marinha, Estado-Maior da Armada, Instituto Superior Naval de Guerra e Depósito de Munições NATO Lisboa.

## Louvores
- 26-02-1948 (Proc. n.º 5/13)
- 01-02-1961 (0/3/961/31)
- 01-01-1971 (OP4/71/33)
- 02-02-1974 (P1301/66/74 - OP7/74/67)

## Condecorações
- Medalha de cobre de filantropia e caridade
- Medalha de prata da classe de Comportamento Exemplar
- Medalha Naval comemorativa do 5º Centenário da Morte do Infante D. Henrique
- Medalha de Comportamento Exemplar - Grau Ouro
- Ordem Militar de Aviz .[2]